# Kay Hagan
Kay Hagan (Shelby, 1953. május 26. – Greensboro, 2019. október 28.) amerikai politikus, szenátor (Észak-Karolina, 2009 – 2015). A Demokrata Párt tagja.

## Pályafutása
Alapdiplomáját a Floridai Állami Egyetemen kapta 1975-ben, majd 1978-ban jogi végzettséget szerzett a Wake Forest Egyetemen. Bankárként dolgozott, majd 1999-től tíz évig Észak-Karolina állami szenátusának volt a tagja. 2008-ban megválasztották a washingtoni szenátusba, ahol 2009. január 3-tól 2015. január 3-ig képviselte államát. 2014-ben sikertelenül indult az újraválasztásért. 2019-ben hunyt el agyvelőgyulladásban.